# Torre (Serra da Estrela)
De Torre is het hoogste punt (1993 m) van het gebergte Serra da Estrela en ook van continentaal Portugal. De hoogste top van geheel Portugal is de vulkaan Pico op het gelijknamige eiland van de Azoren, deze is 2351 m hoog. 
De Torre is geen opvallende bergpiek, maar het afgeplatte hoogste punt van een bergrug. Precies op het hoogste punt van de Torre staat een geodetisch signaal.
De Torre is, ongewoon voor een bergtop, eenvoudig bereikbaar via een verharde weg.